# Air Force Cross (USA)
Air Force Cross (förkortning: AFC) är en amerikansk tapperhetsmedalj, för extraordinärt hjältemod i strid, som är avsedd att tilldelas militär personal i USA:s flygvapen och USA:s rymdstyrka. Den kan även utdelas till militärer från andra försvarsgrenar eller utländska allierade trupper.

## Beskrivning
Medaljens förekomst är stadgad i lag. Normalt kan den inte delas ut mer än en gång till samma person om inte särskilt tillstånd ges. Designen är framtagen av United States Army Institute of Heraldry.
Air Force Cross är den högsta utmärkelsen som utdelas av USA:s flygvapendepartement. Den är likvärdig och motsvarar i rang arméns Distinguished Service Cross och marinens Navy Cross. Enbart Medal of Honor står över den i rang. Medaljen instiftades den 1 november 1965 och innan dess tilldelades flygvapenpersonal arméns motsvarighet.
USA:s flygvapenminister är den som beslutar om tilldelning och brukar även vara den som delar ut den, vanligtvis vid en ceremoni i Pentagon.
Sedan 11 septemberattackerna 2001 har 13 stycken Air Force Cross tilldelats personal från flygvapnet, samtliga av dessa mottagare har tillhört specialförband ingående i Air Force Special Operations Command (AFSOC).